# Agnès Bihl
Agnès Bihl, née le 30 avril 1974 à Neuilly-sur-Seine, est une autrice-compositrice et interprète française.

## Biographie
Agnès Bihl est issue d'une famille privilégiée. Son père, Luc Bihl (1938-1997), est avocat spécialiste en droit de la consommation et écrivain sous le nom de Luc Willette. Sa mère, Anne Bihl (1941-2017), est une traductrice de droit chinois, également activiste dans diverses associations d'aide aux migrants d'Asie. Sa grand-mère, Anne Willette, est artiste peintre. Son arrière-grand-père, le peintre Adolphe Willette, participe à la création du cabaret le Chat noir et décore le Moulin-Rouge.
Agnès Bihl s'intéresse dès le plus jeune âge aux formes artistiques. Tout en suivant ses études, elle travaille dans les bars. En voyant Allain Leprest, à la Folie en tête, un cabaret parisien, elle y trouve sa vocation. Sa rencontre avec Giovanni Mirabassi est aussi décisive. Elle se met à « chanter “par hasard et par amour”, abandonnant ses études pour un accordéoniste et, parce que le virus de la scène l'avait contaminée. Depuis, elle a quitté l'accordéoniste, pas la chanson. »
Agnès Bihl est la mère de Rosalie Mirabassi, née en 2003,.
Ces chansons s'inspirent de Brel, Brassens, Renaud et Anne Sylvestre, et mêlent poésie, humour, tendresse et militantisme. Féministe, elle s'attaque aux commandos anti-interruption volontaire de grossesse (IVG), et aborde certains thèmes difficiles comme le viol ou l'inceste.

## Carrière
Agnès Bihl fait ses débuts au Limonaire en 1997, puis dans d'autres petites salles, accompagnée du pianiste de jazz Giovanni Mirabassi. Anne Sylvestre, Allain Leprest, Dikès, Thomas Fersen l’invitent en première partie de leurs spectacles.
Elle auto-produit son premier album, La Terre est blonde, en novembre 2001.
Son deuxième album, Merci Maman Merci Papa, produit par Gérard Davoust, sort chez Naïve le 25 août 2005.
Son troisième album Demandez le programme parait le 9 novembre 2007 chez L'autre distribution. En 2007, elle est invitée par Charles Aznavour à l'accompagner dans sa tournée pour faire sa première partie.
En 2009, elle rencontre Dorothée Daniel, pianiste compositrice, et Didier Grebot, metteur en scène et réalisateur d'Yves Jamait, avec qui elle enregistre son quatrième album Rêve Général(e) entre juin et septembre 2009. À cet album participent Grand Corps Malade, Alexis HK et Didier Lockwood. L'album paraît le 1er février 2010 et donne lieu à une tournée en 2010 et 2011 qui débute à l'Européen.
À l'automne 2011, elle présente ses nouvelles chansons dans le cadre du Zèbre de Belleville à Paris et sort une édition limitée de l'album Rêve Général(e) comprenant un CD bonus avec 5 titres live dont 3 inédits.
En 2012, elle crée un spectacle commun avec Anne Sylvestre : Carré de dames, mélange des répertoires des deux artistes orchestré pour deux pianos par Dorothée Daniel et Nathalie Miravette. Le spectacle est présenté en avant-première le 15 mai lors du festival Alors…Chante! de Montauban. En parallèle, elle écrit et produit son premier livre-CD pour enfants : L'Inspecteur Cats, sorti le 10 octobre chez Actes Sud Junior. L'album reçoit le coup de cœur de l'Académie Charles-Cros.
Le 14 octobre 2013, l'album 36 heures de la vie d'une femme (parce que 24, c'est pas assez) sort, accompagné d'un livre du même nom publié par les Éditions Don Quichotte dans lequel Agnès Bihl adapte chacune des chansons de son album sous forme de nouvelle.
En 2014, elle collecte les images envoyées par plus de 700 internautes pour réaliser le clip de « La Manif » qui raconte une histoire d'amour qui débute sur une manif...
Le 12 mars 2015, elle publie son premier roman « La vie rêvée des autres » par les Éditions Don Quichotte.
En 2016, elle travaille pour la première fois sur un répertoire qui n'est pas le sien en créant le spectacle Tout fout l'camp qui reprend des chansons de 1830 à 1960. La mise en scène est signée Yanowski sur des arrangements en partie faits avec des machines. Elle intitule donc son projet « Cabaret électro-rétro » et confie la réalisation de l'album du même nom à Frédéric Feugas. Elle présente ce spectacle pour la première fois à Paris le 6 décembre 2016 au Café de la danse.
En 2017, elle est appelée par Anne Sylvestre pour faire la mise en scène de son spectacle 60 ans de chansons dont les premières représentations se déroulent du 5 au 10 octobre dans la nouvelle salle du XIIIe Art dans le treizième arrondissement à Paris.
En 2018, elle écrit une chanson engagée contre le président de la République, « Ça va, Manu ? », sur l'air de Manu de Renaud. Le clip est vu près de 2 millions de fois.
Son septième album Il était une femme sort le 7 février 2020. Le spectacle Il était une femme est joué au Festival d'Avignon en 2019, puis à La Cigale le 8 mars 2020, avant de tourner dans la France entière.

## Engagements
En 2010, Agnès Bihl participe à l'émission Ce soir (ou jamais !) de France 3 sur le thème de « La gauche aujourd'hui » et à des événements militants comme la Fête de l'Humanité ou le concert Rock Sans Papiers à Bercy en septembre 2010.
Le 7 mars 2011, sa chanson « Touche pas à mon corps » est mise en dessins dans le tome II de la bande dessinée En chemin elle rencontre… co-publiée par des Ronds dans l'O et Amnesty International.
Le 2 avril 2011, elle signe le « nouveau manifeste des féministes » de Libération, paru 40 ans après l’appel des « 343 », afin de souligner les inégalités subies par les femmes.
En 2011, elle offre un texte pour le Marathon des signatures d'Amnesty International. Elle s'investit également dans le comité de campagne du Front de Gauche. Elle participe au concert de soutien de la Ligue des Droits de l'Homme le 10 décembre 2011.
En 2018, « Ça va, Manu ? », sa lettre ouverte au président Emmanuel Macron mise en musique sur l'air de Manu de Renaud, recueille 2 millions de vues.
Le 22 janvier 2020, elle participe au concert de soutien aux grévistes du Cirque Phénix, aux côtés de HK, Guillaume Meurice, Gauvain Sers, Cali, Audrey Vernon, Clarika, Yvan Le Bolloc'h, Alex Vizorek et Didier Super.

## Discographie

### Albums
- 2001 : La Terre est blonde
- 2005 : Merci Maman Merci Papa
- 2007 : Demandez le programme
- 2010 : Rêve Général(e)
- 2011 : Rêve Général(e), édition limitée comprenant 5 titres live dont 3 inédits
- 2013 : 36 heures de la vie d'une femme (parce que 24, c'est pas assez)
- 2015 : Carré de Dames, album en duo avec Anne Sylvestre[8]
- 2016 : Tout fout l'camp[9]
- 2020 : Il était une femme (en sélection pour les Chroniques lycéennes 2020-2021 de l'Académie Charles-Cros[10])
- 2024 : 25 ans de la vie d'une femme

### Contributions
- Dans Chansons du bord de Zinc, Agnès Bihl chante « L'Enceinte vierge » (Agnès Bihl / Sébastien Gloriod)
- Dans Greenpeace 20 ans - Tchernobyl, Agnès Bihl chante « Silence on meurt » (Agnès Bihl / Nicolas Montazaud)
- Dans Chez Leprest (Tacet 2008), Agnès Bihl chante « Le Copain de mon père » (Allain Leprest / Romain Didier)
- Dans Phare Ouest de Xavier Mérand (Midi52 2010), Agnès Bihl chante « Paradis rose » (Xavier Mérand / Ignatus) en duo avec Xavier Mérand
- Dans La verVe et la Joie (Bacchanales Production 2011), Agnès Bihl chante « Identité nationale » avec Nicolas Bacchus, Sarclo, et Patrick Font
- Dans Brassens chanté par (2011), Agnès Bihl chante « La Chasse aux papillons » et « Papa maman » avec Aldebert
- Elle signe aussi la préface du livre du chansonnier et dessinateur Éric Mie : Si tu veux te changer en gomme (2015) aux éditions de la Pigne
- Elle participe au livre collectif En chemin elle rencontre... Les artistes se mobilisent pour le respect des droits des femmes, Des ronds dans l'O / Amnesty International, février 2011, 96 p. (ISBN 978-2-917237-15-1)

## Ouvrages
- L'inspecteur Cats, Actes Sud Junior, 2012, 40 p. (ISBN 978-2359493948)
- 36 heures de la vie d'une femme (parce que 24, c'est pas assez), Paris, Don Quichotte, 2013, 133 p. (ISBN 978-2359491661)
- La vie rêvée des autres, Paris, Don Quichotte, 2015, 258 p. (ISBN 978-2330012120)
- Les Unijambistes ne courent pas les rues, Signe Part, 2021, 128 p. (ISBN 978-2957985203)

## Distinctions
- 2005 : Grand Prix du disque de l'Académie Charles-Cros
- 2006 : Prix Félix-Leclerc (FrancoFolies de Montréal)[11]
- 2006 : Prix Francis-Lemarque[12]
- 2020 : Coup de cœur chanson de l'Académie Charles Cros pour Il était une femme, remis dans le cadre du festival Printival Boby Lapointe[13]